# Per Wendel-priset
Per Wendel-priset, eller "Per Wendels pris till årets nyhetsjournalist", är ett pris som delas ut årligen av tidningen Expressen till en journalist som "verkar i Per Wendels anda". Priset ges inte för enskilda scoop utan pristagaren ska ha varit verksam under en längre tid. Det instiftades 2005 i samband med Wendels begravning. Prissumman är på 100 000 kr.

## Pristagare
- 2006: Fredrik Sjöshult
- 2007: Jan Mosander
- 2008: Anna Jaktén
- 2009: Christian Holmén och Micke Ölander
- 2010: Janne Josefsson
- 2011: Anette Holmqvist
- 2012: Hannes Råstam
- 2013: Mats-Eric Nilsson[2]
- 2014: Carolina Neurath[3]
- 2015: Richard Aschberg[4]
- 2016: Olof Lundh[5]
- 2017: Magda Gad[6]
- 2018: Katarina Gunnarsson[7]
- 2019: Linda Hedenljung[8]
- 2020: Åsa Erlandsson[9]
- 2021: Martin Schibbye
- 2022: David Baas
- 2023: Anna-Lena Laurén[10]
- 2024: Leif Brännström[11]